# Polobůh
Polobůh je v mytologii a náboženství bytost stojící svou mocí či postavením mezi světem lidí a světem bohů. Konkrétní pojetí polobohů se však liší v různých kulturách a u různých autorů. Může jít jak o nadpřirozené bytosti nižšího řádu (například Milton ve Ztraceném ráji hovoří o andělech jako o polobozích), tak i o zbožštělé smrtelníky či potomky smíšených párů bohů a lidí.
Nejstarší doložené zmínky o polobozích (hemitheoi) jsou u Homéra a Hésioda; zde se tak obvykle označují slavní hrdinové, héróové. Mezi řecké polobohy patřili například Héraklés, Perseus, Théseus, Kallistó, Kirké, Antaios, Glaukos, Iásón nebo Achilles. Do římského světa pojem poloboha (semideus) pravděpodobně uvedl Ovidius, který tak označoval nižší nadpřirozené bytosti, například dryády.